# Plaza de la Cultura (Costa Rica)
La Plaza de la Cultura es un espacio urbano ubicado en el distrito de Catedral, en el centro de San José, capital de Costa Rica. Bajo la Plaza está el Museo del Oro Precolombino, Museo Numismático y la mayor colección de arte plástico nacional. Se une con la plaza Juan Mora Fernández, para formar el vestíbulo urbano del Teatro Nacional y el Gran Hotel Costa Rica.

## Historia
Nace en 1973 el proyecto Plaza de la Cultura, luego de ser declarado Monumento Nacional el edificio del Teatro Nacional y declarada de interés público la zona aledaña. En 1975 el Banco Central de Costa Rica se hizo cargo del financiamiento y la ejecución del proyecto. 
Entre 1977 y 1982, se edificó el espacio donde hoy se encuentran los Museos del Banco Central y la plaza de la Cultura. El diseño original estuvo a cargo de los arquitectos costarricenses Jorge Bertheau, Jorge Borbón y Edgar Vargas. 
Los objetivos del proyecto fueron: devolverle al Teatro Nacional su importancia cultural y arquitectónica, entregar al pueblo costarricense el legado de sus antepasados indígenas con la exhibición del Museo del Oro Precolombino, ofrecer a los transeúntes de la capital un lugar para su disfrute y esparcimiento. Aun siendo un edificio subterráneo, se le considera uno de los más emblemáticos de la arquitectura costarricense.
Durante 1996 y 1997 la plaza se benefició de una importante remodelación a cargo del arquitecto costarricense Ibo Bonilla, mediante la cual se corrigieron problemas de infiltración pluvial, deterioro mecánico y eléctrico, ocasión aprovechada para darle una escala acorde a las nuevas demandas urbanas, así como recuperar elementos claves del diseño original, pero cambiando su estilo arquitectónico internacional ya pasado de moda, devenido en gris, ajeno a la idiosincrásica y en evidente contraste con el Teatro Nacional construido en 1890 con estilo clásico palaciego. 
Los nuevos colores de la plaza inspirados en tonos de arcillas y colores naturales propios del trópico, usados en el arte precolombino le aportaron un marco simbólico más coherente, permitiendo dibujar y perfilar los diferentes subespacios, atendiendo los nuevos usos, generados por la dinámica de la implantación de la misma plaza, los bulevares y nuevo perfil comercial. Ha tenido especial impacto la sustitución de plantas decorativas internacionales por otras autóctonas o arraigo locales, incluyendo matas de café, banano, caña de azúcar y cacao, íntimamente vinculadas a la cultura costarricense, su economía y su paisaje, puestas allí en el mismo centro cultural y comercial de la capital. Acompañan una abundante colección de plantas de coloridas floración, identificadas con el trópico como: aves del paraíso, heliconias, musas, bromelias, amapolas y platanillas, así como árboles nativos de floración estacional como roble sabana, achiote y jacarandas.

## Descripción
La Plaza es un área abierta de 45 x 80 metros que cuenta con una fuente - lucernario, zonas verdes y varios niveles a modo de terrazas acordes a la topografía del terreno. Se integra al costado oeste con la Plaza Juan Mora Fernández, los bulevares de la Avenida Central y calle tres. En el sector este incluye el acceso a los museos y galerías, ubicados en tres niveles subterráneos, de los cuales la plaza sirve de techo.
El Museo del Oro Precolombino, conformó su colección entre 1950 y 1974, y el 15 de setiembre de 1985 se reinaugura, en esta nueva sede, el Museo del Oro Precolombino Álvaro Vargas Echeverría. Ocupa dos niveles y alberga un acervo de más de 4.400 objetos precolombinos. Dado que la exhibición se hacía en urnas convencionales, el 14 de setiembre de 2002 se reinaugura con una nueva exhibición, donde se aplican los nuevos conceptos, multimedia y tecnologías museísticos para presentar las colecciones debidamente contextualizadas. La dirección técnica de estas obras estuvo a cargo del arquitecto y escultor Ibo Bonilla.
El Museo Numismático, en 1990, con motivo de la celebración del cuadragésimo aniversario del Banco Central, abre sus puertas el Museo, que se designa con el nombre de Jaime Solera Bennett. Presenta un muy completa exhibición de la historia de los usos monetarios y de intercambio en Costa Rica, abarcando desde tiempos precoloniales hasta nuestros días.
Las cinco galerías con que cuenta, tienen exposiciones permanentes e itinerantes, basadas en el mayor acervo nacional de pintura, escultura y otras expresiones de la plástica nacional.

## Simbolismo
Al desaparecer “la retreta” como actividad musical del Parque Central y la actividad religiosa de la catedral josefina perdiendo arraigo urbano, la Plaza de la Cultura se ha convertido en lugar vital, con valores simbólicos poderosos, los cuales le han dado el carácter de corazón de la ciudad, desplazando el centro histórico de San José.
Al abrirse el espacio del costado norte del Teatro Nacional, sirviendo la plaza como vestibulación urbana, se expone francamente el edificio del teatro como ícono de la cultura costarricense, complementándose con la exposición permanente del arte precolombino, en particular su oro, que en principio da origen al nombre del país, apoyada por el mayor acopio de arte plástico contemporáneo y la mayor colección numismática costarricense.
Posiciona el arte como centro o eje de la vida cotidiana y lo pone en contexto mostrando su historia y vegetación de alto contenido simbólico de la cultura y economía que lo produjo.

## Impacto urbano
Este conjunto arquitectónico está enmarcado dentro del objetivo gubernamental de complementar un centro cívico, que en recorrido peatonal de 800 metros conectara el parque nacional, Biblioteca Nacional, Asamblea Legislativa, Casa Presidencial, Museo Nacional, Plaza de la Justicia, Plaza de la Democracia, Centro Nacional de Arte y Cultura, Parque Morazán, Parque España, Instituto Nacional de Seguros, Museo de Jade Precolombino, Banco Central de Costa Rica, Parque Central, Caja Costarricense de Seguro Social, Plaza de las Garantías Sociales, Teatro Nacional y Plaza de la Cultura con sus museos como eje gravitacional urbano y cultural.
La plaza y su cambio de polaridad impulsó la creación de la peatonización como bulevar a la Avenida Central como referente simbólico a esta icónica arteria urbana, revitalizando los usos comerciales del sector y facilitando la priorización del peatón en el centro.

## Galería

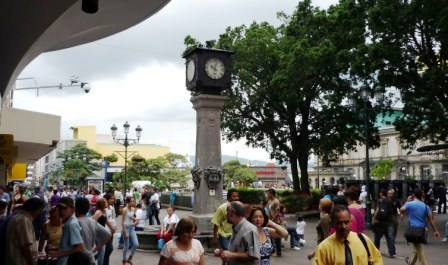
Acceso a la plaza de la Cultura desde el Bulevar de la Avenida Central.
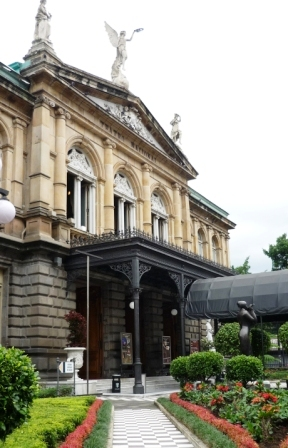
Vista del Teatro Nacional desde la plaza Juan Mora Fernández.
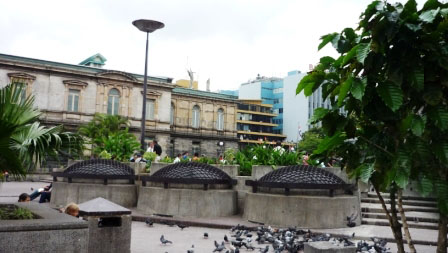
Plantas de café en la plaza, lucernarios y cara norte del Teatro.
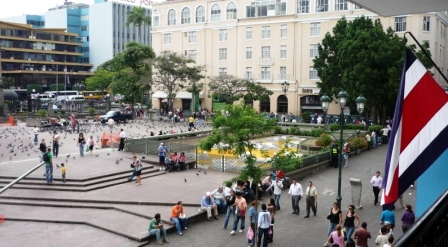
Vista suroeste con el Ministerio de Hacienda, Banco Popular y Gran Hotel Costa Rica al fondo.
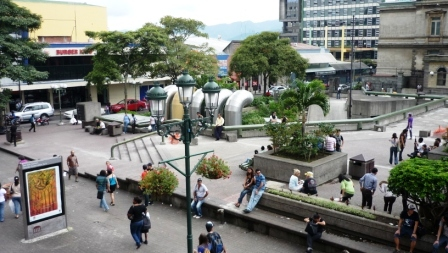
Vista del sureste de la plaza y la terraza sobre la entrada a los museos ubicados en el subsuelo.
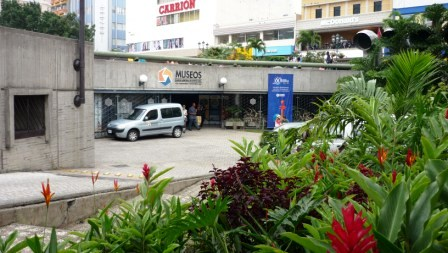
Entrada a los Museos del Banco Central de Costa Rica.